# 오른위동맥
오른위동맥(right gastric artery) 또는 우위동맥(右胃動脈)은 위에 혈액을 공급하는 동맥 중 하나이다. 인구의 약 53%에서 오른위동맥은 고유간동맥으로부터 갈라져 나와 위의 날문 끝까지 내려가고, 그 후 오른쪽에서 왼쪽으로 위의 작은굽이를 따라 주행한다. 이때 작은굽이로 여러 개의 가지들을 내서 혈액을 공급한 뒤 왼위동맥과 문합한다. 한편 온간동맥의 가지(20%), 왼간동맥(15%), 위샘창자동맥(8%), 온간동맥(4%)에서 갈라져 나올 수도 있다.

## 추가 이미지

위에 혈액을 공급하는 동맥. 오른위동맥, 왼위동맥, 오른위그물막동맥, 왼위그물막동맥, 짧은위동맥이 그려져 있다.[2]
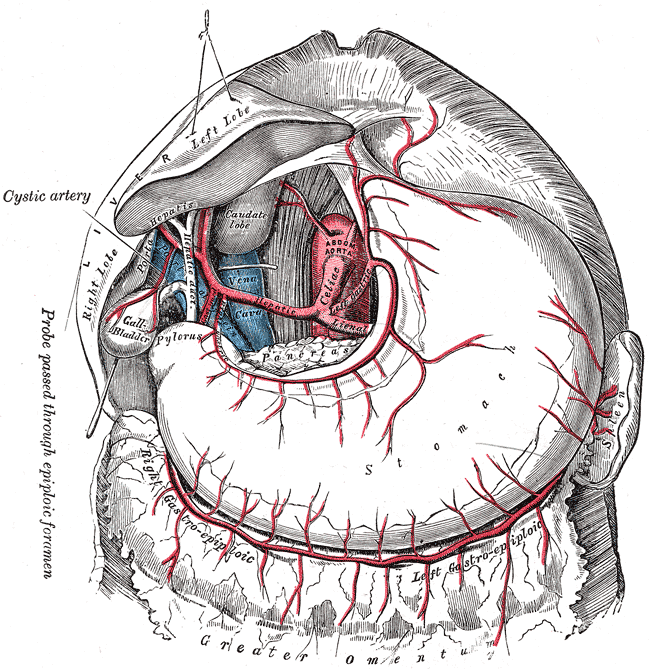
복강동맥과 그 가지들. 간을 들어올린 상태이며 큰그물막의 앞층과 작은그물막은 제거된 모습이다.
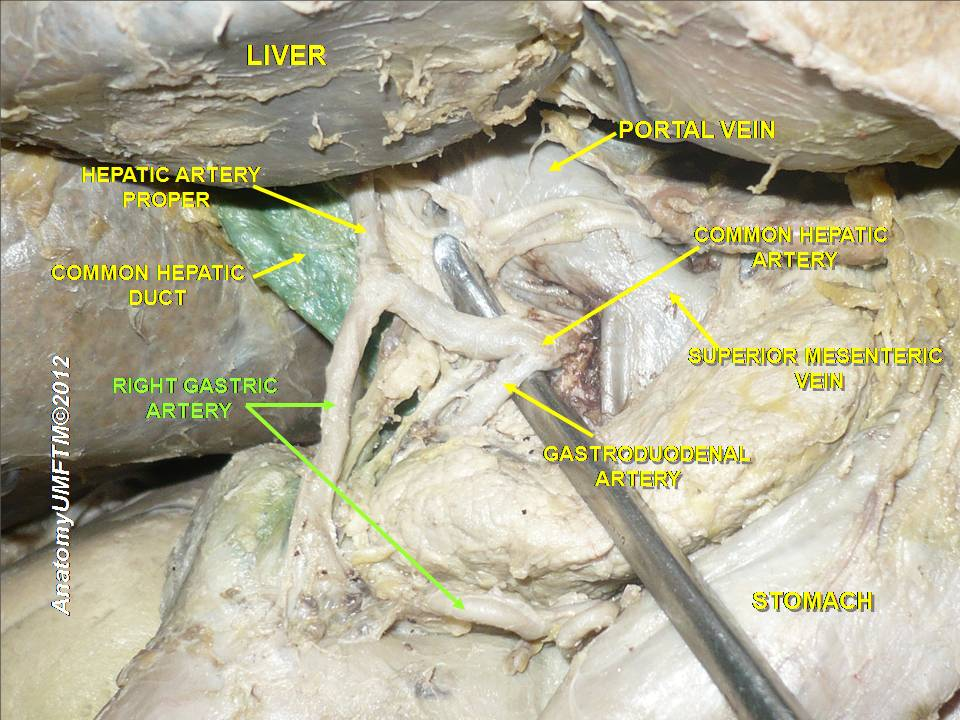
오른위동맥

## 참고 문헌
이 문서는 현재 퍼블릭 도메인에 속하는 그레이 해부학 제20판(1918) page 604의 내용을 기초로 작성된 글이 포함되어 있습니다.
1. ↑  Eckmann, I.; Krahn, V. (1984). “Frequency of different sites of origin of the right gastric artery”. 《Anatomischer Anzeiger》 155 (1–5): 65–70. ISSN 0003-2786. PMID 6721206.
2. ↑  Essential Clinical Anatomy. K.L. Moore & A.M. Agur. Lippincott, 2 ed. 2002. Page 150